# Château de Coët-en-Fao
Le château de Coët-en-Fao est un édifice situé à Séglien en France.

## Localisation
Le château est situé sur le territoire de la commune de Séglien, au lieu-dit  Coët en Fao, dans le département du Morbihan en région Bretagne.

## Description
Siège d'une puissante seigneurie régionale attestée à Séglien depuis le XVe siècle englobant une ancienne métairie et la chapelle de Locmaria. Château construit vers 1549, détruit à l'exception d'une partie des communs. Grand logis, colombier et pavillons d'entrée servant de chapelle et de logis de régisseur reconstruits probablement par Jean Sébastien de Coetanfao pendant la première moitié du XVIIIe siècle. Édifice majeur de l'architecture civile régionale s'inspirant de modèles nationaux de style classique, douves et viviers disparus, vestiges d'allées cavalières, fontaine dite des seigneurs servant d'abreuvoir à chevaux au XVIIIe siècle, mobilier important dispersé en 1789, gros-œuvre vendu partiellement au début du XIXe siècle destiné à la construction de la caserne Clisson à Pontivy. L'emprise au sol du logis détruit est visible sur le cadastre de 1836.

## Historique
Le château est inscrit à l'inventaire général du patrimoine culturel.